# Курицький сільський округ
Кури́цький сільський округ (каз. Құрық ауылдық округі, рос. Курыкский сельский округ) — адміністративна одиниця у складі Каракіянського району Мангистауської області Казахстану. Адміністративний центр та єдиний населений пункт — село Курик.
Населення — 11466 осіб (2021; 8118 у 2009, 6701 у 1999, 10629 у 1989).
Станом на 1989 рік існувала Єралієвська селищна рада (смт Єралієв).